# اتامباگاهاواتا
اتامباگاهاواتا (به لاتین: Etambagahawatta) یک منطقهٔ مسکونی در سری‌لانکا است که در استان مرکزی (سری‌لانکا) واقع شده‌است.